# Список действующих чемпионов AEW
All Elite Wrestling (AEW) — американская федерация рестлинга, созданная 1 января 2019 года. Базируется в городе Джэксонвилл штат Флорида Соединённые Штаты Америки. В данный момент в федерации действуют пять официальных чемпионских титула и один несанкционированный: три мировых чемпионата — мужское чемпионство мира, женское чемпионство мира и чемпионство мира в командном дивизионе, а также два телевизионных чемпионата — мужское чемпионство TNT и женское чемпионство TBS. Несанкционированное Чемпионство FTW не признано AEW.
По партнёрским соглашениям между All Elite Wrestling и такими промоушенами как National Wrestling Alliance, Lucha Libre AAA Worldwide, New Japan Pro-Wrestling, DDT Pro-Wrestling и Tokyo Joshi Pro Wrestling, чемпионаты данных промоушнов иногда защищаются на различных шоу от AEW.

## Чемпионские пояса All Elite Wrestling
Титул чемпион мира AEW (англ. AEW World Championship) является мужским мировым титулом федерации. Титул был показан 25 мая 2019 года во время Double or Nothing (2019) где ветеран реслинга Брет Харт представил пояс чемпиона Мира AEW. 31 августа 2019 года на All Out (2019) Крис Джерико победил Адама Пейджа и стал первым обладателем титула.
Титул чемпион мира AEW среди женщин (англ. AEW Women's World Championship) является женским мировым титулом федерации. Титул был представлен 31 августа 2019 года на All Out (2019), обе претендентки на чемпионство были определены на том же Pay-per-view. Первой обладательницей титула стала Рихо победившая Найлу Роуз на дебютном шоу AEW AEW Dynamite.
Титул чемпион TNT AEW (англ. AEW TNT Championship) является мужским, второстепенным, телевизионным титулом федерации. Титул был представлен 23 мая 2020 года на Double or Nothing (2020), где специальный гость, Майк Тайсон представил пояс чемпиона TNT AEW. В финале турнира за чемпионство встретились претенденты Коди и Лэнс Арчер. Турнир проходил на еженедельниках AEW Dynamite с 8 по 29 апреля, финал состоялся 23 мая на Double or Nothing (2020), первым чемпионом стал Коди.
Титул чемпион TBS AEW (англ. AEW TBS Championship) является женским, второстепенным, телевизионным титулом федерации. Титул был представлен 6 октября 2021 года на очередном выпуске AEW Dynamite, где комментатор AEW Тони Шавони и судья Обри Эдвардс официально представили публике пояс чемпионат TBS AEW. В финале турнира за чемпионство встретились претенденты Джейд Каргилл и Руби Сохо. Турнир проходил на еженедельниках AEW Dynamite и AEW Rampage с 23 октября по 29 декабря 2021 года, финал состоялся 5 января 2022 года на дебютной трансляции Dynamite на телеканале TBS, первой чемпионкой стала Джейд Каргилл.
Титулы командное чемпионство мира AEW (англ. AEW World Tag Team Championship) являются командными мировыми титулами федерации. 18 июня 2019 года было объявлено, что пройдут матчи за претендентство в турнир в котором будет разыграно чемпионство. Турнир проходил на AEW Dynamite с 9 по 30 октября. Первыми обладателями титулов стали представители группировки SoCal Uncensored (Фрэнки Казарян и Скорпио Скай).

### Несанкционированный пояс FTW
Титул чемпион FTW (англ. FTW Championship) является альтернативным, несанкционированным титулом федерации. Был создан 14 мая 1998 года Тэззом в ECW как Чемпион FTW в тяжёлом весе. 21 марта 1999 года был упразднён и объединён с чемпионством мира ECW в тяжёлом весе Первым обладателем титула стал Тэзз. В 2020 году как чемпионство FTW было возрождено в AEW на спец выпуске AEW Dynamite Fyter Fest (2020). Новый первый чемпион Брайан Кейдж. Чемпионат официально не признавался в ECW, в AEW чемпионат так же не признан.

## Действующие чемпионы AEW на18июля2025года
| Чемпионство                          | Действующие чемпионы | Действующие чемпионы                                   | Количество чемпионств | Дата           | Место выигрыша                    | Дней чемпионства | Шоу                | Ссылки | Предыдущие чемпионы | Предыдущие чемпионы                                   |
| ------------------------------------ | -------------------- | ------------------------------------------------------ | --------------------- | -------------- | --------------------------------- | ---------------- | ------------------ | ------ | ------------------- | ----------------------------------------------------- |
| Чемпион мира AEW                     |                      | Свёрв Стрикленд                                        | 1                     | 21 апреля 2024 | Сент-Луис, Миссури, США           | 453              | Worlds End         | [ 25 ] |                     | Самоа Джо                                             |
| Чемпионка мира AEW                   |                      | Тони Шторм                                             | 3                     | 18 ноября 2023 | Инглвуд, Калифорния, США          | 608              | Full Gear          | [ 26 ] |                     | Хикару Шида                                           |
| Международный чемпион AEW            |                      | Родерик Стронг                                         | 1                     | 3 марта 2024   | Гринсборо, Северная Каролина, США | 502              | Revolution         | [ 27 ] |                     | Орандж Кэссиди                                        |
| Континентальное чемпионство AEW      |                      | Казучика Окада                                         | 1                     | 20 марта 2024  | Торонто, Онтарио, Канада          | 485              | Dynamite           | [ 28 ] |                     | Эдди Кингстон                                         |
| Чемпион TNT AEW                      |                      | Адам Коупленд                                          | 2                     | 20 марта 2024  | Торонто, Онтарио, Канада          | 485              | Dynamite           | [ 29 ] |                     | Кристиан Кейдж                                        |
| Чемпионка TBS AEW                    |                      | Джулия Харт                                            | 1                     | 18 ноября 2023 | Инглвуд, Калифорния, США          | 608              | Full Gear          | [ 26 ] |                     | Крис Статлендер                                       |
| Командные чемпионы мира AEW          |                      | The Young Bucks (Мэттью и Николас Джексоны)            | 3                     | 21 апреля 2024 | Сент-Луис, Миссури, США           | 453              | Dynasty            | [ 25 ] |                     | Стинг и Дарби Аллин                                   |
| Командные чемпионства AEW среди трио |                      | Bullet Club Gold ( Джей Уайт, Остин Ганн и Кольт Ганн) | 1                     | 21 апреля 2024 | Сент-Луис, Миссури, США           | 453              | Dynasty: Zero Hour | [ 25 ] |                     | Билли Ганн и «Acclaimed» (Макс Кастер и Энтони Боунс) |
| Несанкционированное чемпионство      |                      |                                                        |                       |                |                                   |                  |                    |        |                     |                                                       |
| Чемпионство                          | Действующий чемпион  | Действующий чемпион                                    | Количество чемпионств | Дата           | Место выигрыша                    | Дней чемпионства | Шоу                | Ссылки | Предыдущий чемпион  | Предыдущий чемпион                                    |
| Чемпион FTW                          |                      | Крис Джерико                                           | 1                     | 21 апреля 2024 | Сент-Луис, Миссури, США           | 453              | Dynasty            | [ 25 ] |                     | Хук                                                   |